# Miloň Novotný

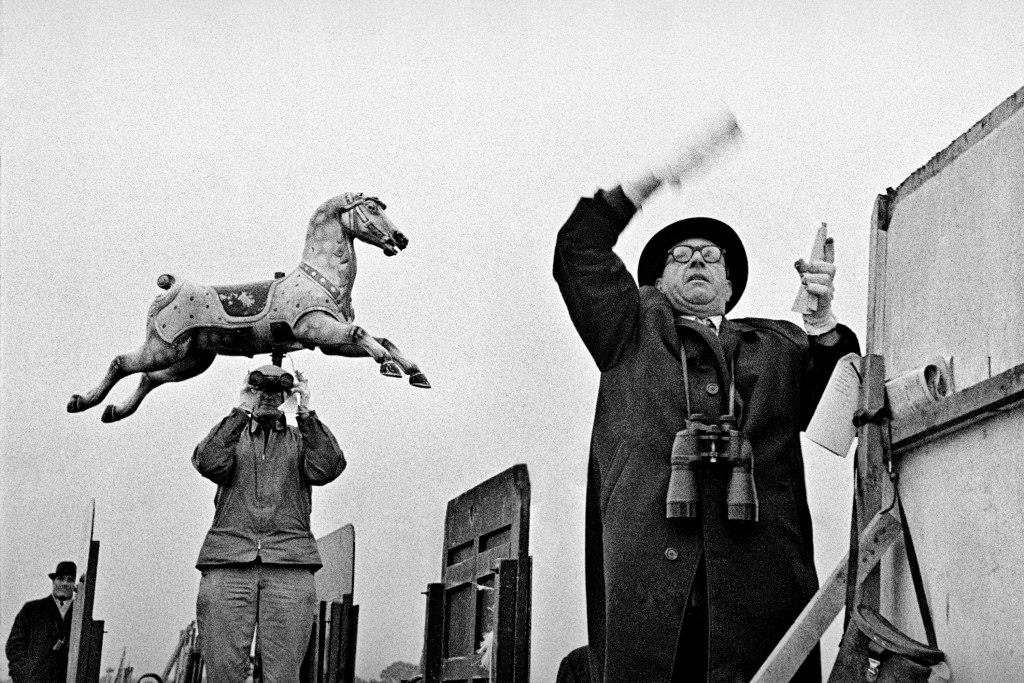
Miloň Novotný, Epson Derby, Londýn 1966

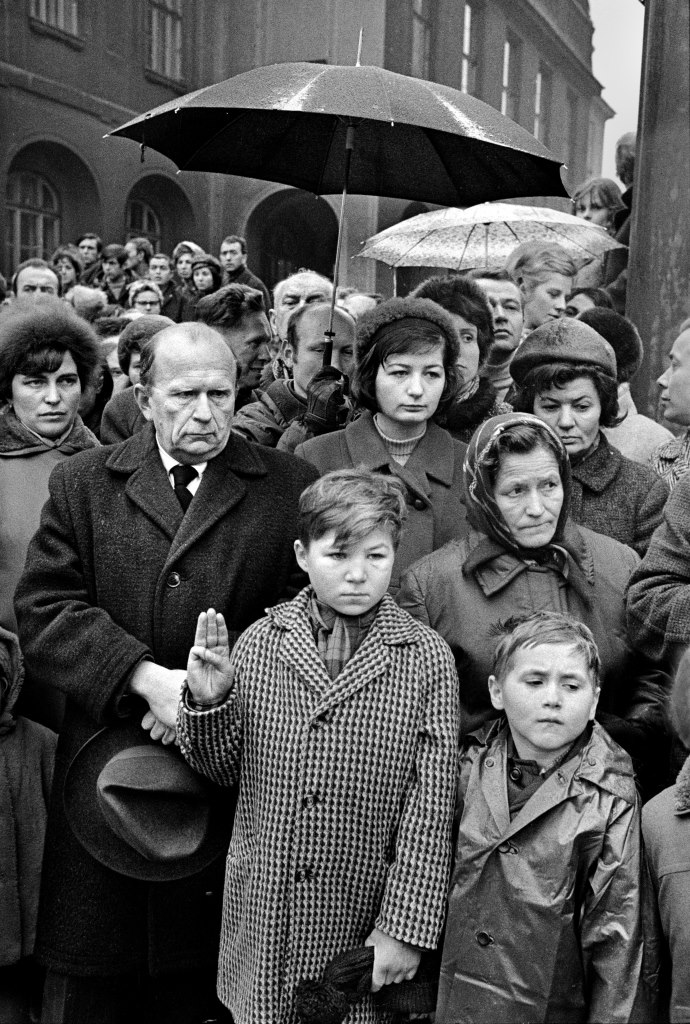
Miloň Novotný, Pohřeb Jana Palacha, 25. ledna 1969

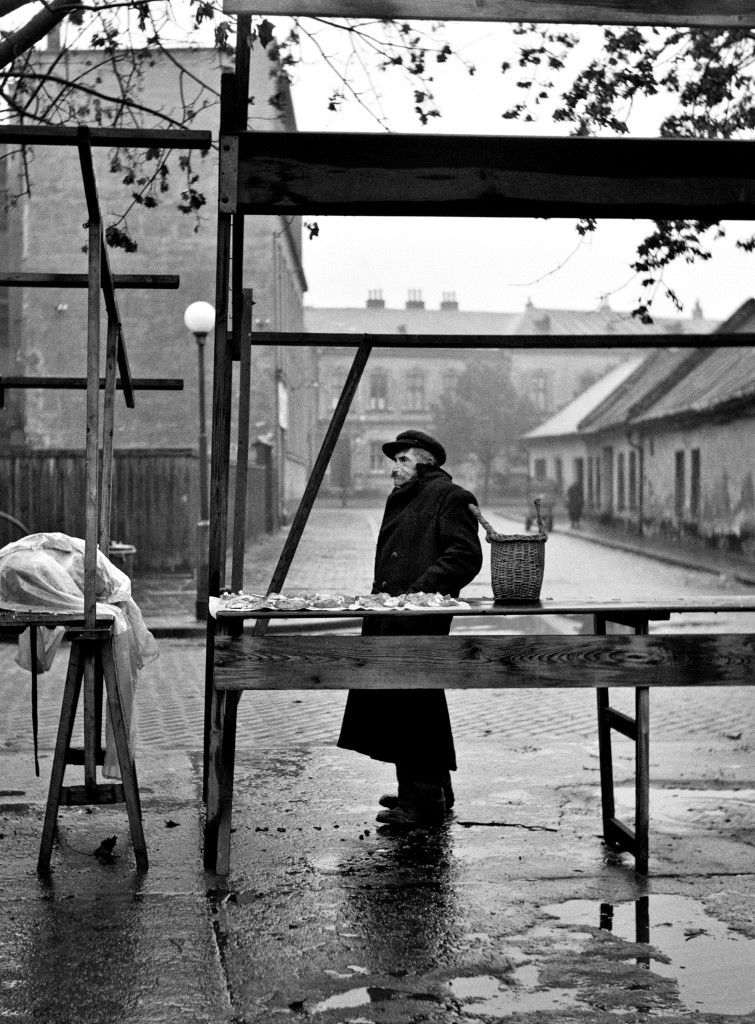
Miloň Novotný, Prodavač hub, Prostějov 1955

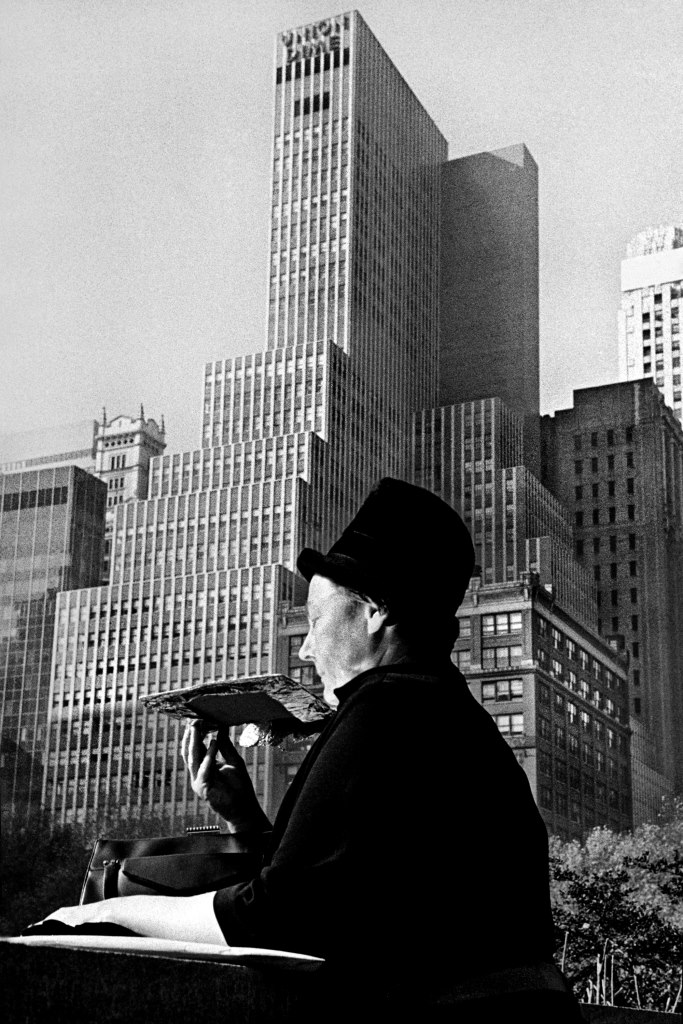
Miloň Novotný, Paní slunící se pomocí staniolu, New York, 1964

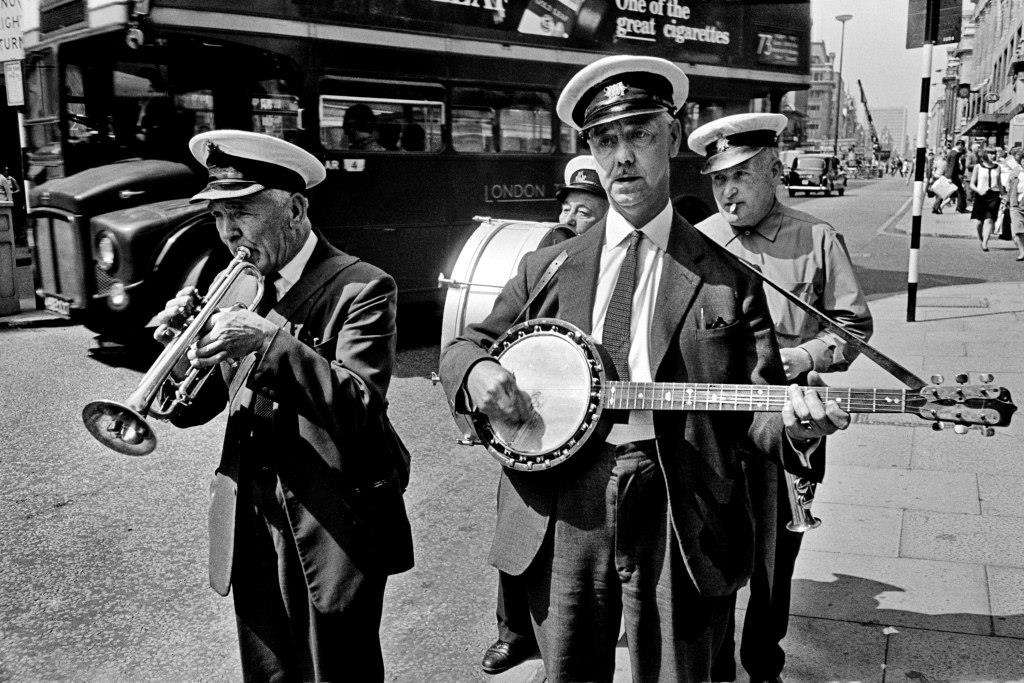
Miloň Novotný, Pouliční muzikanti, Londýn 1966

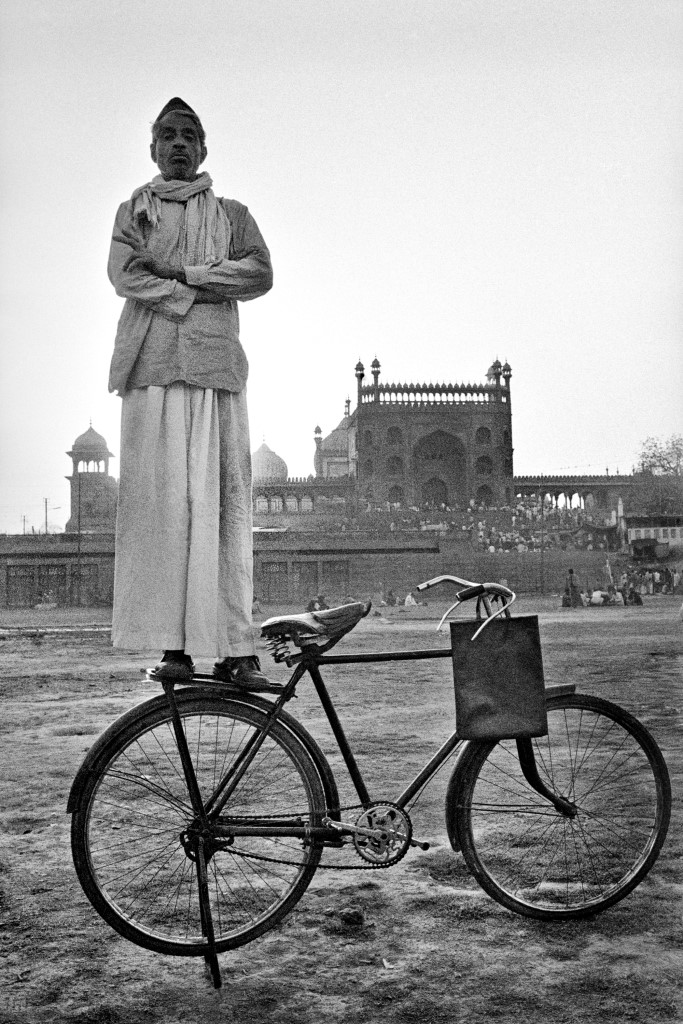
Miloň Novotný, New Delhi 1973

Miloň Novotný (11. dubna 1930 Štětovice – 9. srpna 1992 Praha) byl klasik české dokumentární fotografie.

## Život
Miloň Novotný se narodil roku 1930 ve Štětovicích na Hané. Studium gymnázia v Prostějově nemohl dokončit, neboť vážně onemocněl a musel se rok léčit ve Vysokých Tatrách. Zde začal fotografovat s vypůjčeným fotoaparátem. Později se náhodně seznámil s Josefem Sudkem a Jiřím Jeníčkem, kteří ho povzbudili k uspořádání výstavy v Olomouci v roce 1956 a zasílání fotografií do týdeníku Kultura. Přestěhoval se do Prahy a poté více než dvacet let fotografoval pro noviny, časopisy a divadla. Rovněž spolupracoval s ČSAV.

## Dílo

### Zastoupení ve sbírkách
- Uměleckoprůmyslové muzeum, Praha
- Moravská galerie, Brno
- Muzeum umění, Olomouc
- Svaz českých fotografů

### Publikace (výběr)
- Fuková, Eva; Novotný, Miloň; Šechtlová, Marie. New York. Praha : Mladá fronta, 1966.
- Novotný, Miloň. Londýn. Praha : Mladá fronta, 1968.
- Miloň Novotný – Fotografie. Praha : UPM, 1993. ISBN 80-7101-017-0 (katalog k výstavě)
- Miloň Novotný – Fotografie. Praha : KANT, 2000. ISBN 80-86217-34-5.
- Miloň Novotný – Londýn. Ostrava : Fotografická galerie Fiducia, 2010 (katalog k výstavě)
- Novotný, Miloň. Londýn 60. let. Praha : KANT, 2014. ISBN 978-80-7437-122-6

### Výstavy

#### Autorské
- 1956 Galerie SČSVU, Olomouc (text katalogu J. Jeníček)
- 1960 Pohled do dílny fotografa M.N. – Divadlo na Zábradlí, Praha
- 1962 Kuba, Divadlo hudby, Praha
- 1974 Indie dnes, Galerie Lidové demokracie, Praha
- 1976 Galerie Neikrug (s Margaret Bourke White), New York
- 1990 Velvet Revolution 1989 and Jan Palach 1969, Los Angeles
- 1993 Miloň Novotný – Fotografie, Rudolfinum, Praha (text katalogu Z. Kirschner)

Dům pánů z Kunštátu, Brno
- 1994 Galerii 4, Cheb
- 2002 Londýn, Pražský dům fotografie, Praha; Známý neznámý Miloň Novotný, Horní Prysk
- 2003 Londýn, Galerie Opera, Divadlo J. Myrona, Ostrava; Dům umění, Opava
- 2005 Londýn, Malá galerie České spořitelny, Kladno

Lidé, Komorní galerie fotografie J. Sudka, Praha
- 2010 Fotograf Miloň Novotný 1930 – 1992, Staroměstské radnice, Praha

Londýn, Galerie Fiducia, Ostrava (text katalogu J. Moucha)
- 2012 Sladovna, Písek
- 2013 Miloň Novotný. – klasik české dokumentární fotografie, Český dům, Moskva
- 2014 Londýn 60. let, Leica Gallery Prague
- 2015 Kostel Nanebevzetí Panny Marie, 10. blatenský fotofestival, Blatná

#### Skupinové (výběr)
- 1960 Divadelní fotografie česká a zahraniční, Fotochema, Praha
- 1967 7 + 7, Špálova galerie, Praha (text katalogu A. Fárová)
- 1986 Osobnosti československej společensky zaujatej fotografie 1940–1980, Galéria F, Bánská Bystrica (texty katalogu Tomáš Fassati a J. Moucha)
- 1987 Osobnosti československé sociální dokumentární fotografie 1940–1980, Galérie Stará radnice Domu umění města Brna (text katalogu J. Moucha)

Aktuální fotografie II. Okamžik – Moravská galerie, Brno; Galerie 4, Cheb, Alšova jihočeská galerie, Hluboká nad Vltavou (text katalogu A. Dufek)
- 1989 Čs. fotografie 1945 – 1989, Valdštejnská jízdárna, Praha

Proměny české dokumentární fotografie 1839 – 1989, Galerie 4, Cheb (text katalogu K. Klaricová, J. Moucha, P. Scheufler)
Proměny dokumentární fotografie 1839–1989, Chodovská tvrz, Praha
Cesty čs. fotografie, Dům U Zvonu, Praha
- 1999 My. 1948 – 1989, Pražákův palác, Brno
- 2000 Společnost před objektivem 1918–1989, Obecní dům, Praha
- 2004 Česká fotografie 20. století, Městská knihovna, Praha
- 2008 1945 Osvobození … 1968 Okupace / Sovětská vojska v Československu, Výstavní síň Mánes

Gesichter der Prager Frühlings. 1968 in der Tschecheoslowakischen Fotografie (Tváře pražského jara. 1968 v československé fotografii), Německý parlament (Paul-Löbe-Haus), Berlín
- 2009 Jan Palach 16. – 25. 1. 1969, Ambit kláštera františkánů, Praha;

Tschechische Fotografie des 20. Jahrhunderts, Kunst-und Ausstellungshalle der Bundesrepublik Deutschland, Bonn; Tenkrát na Východě – Češi očima fotografů
1948 – 1989, Dům U Kamenného zvonu, Praha
- 2012 Another London. International Photographers Capture City Life 1930 – 1980,

Tate Britain, London; Palachův týden, Sladovna, Písek
- 2014 Jan Palach 16. – 25. 1. 1969, Staroměstská radnice, Praha

## Galerie

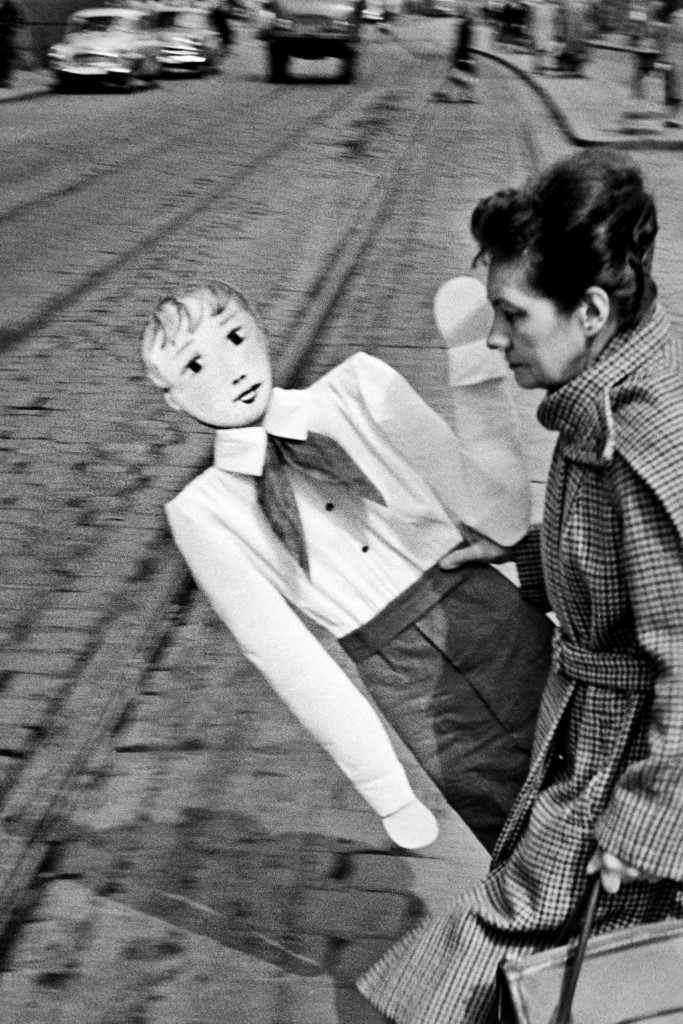
Miloň Novotný, Pionýr, Praha 1960
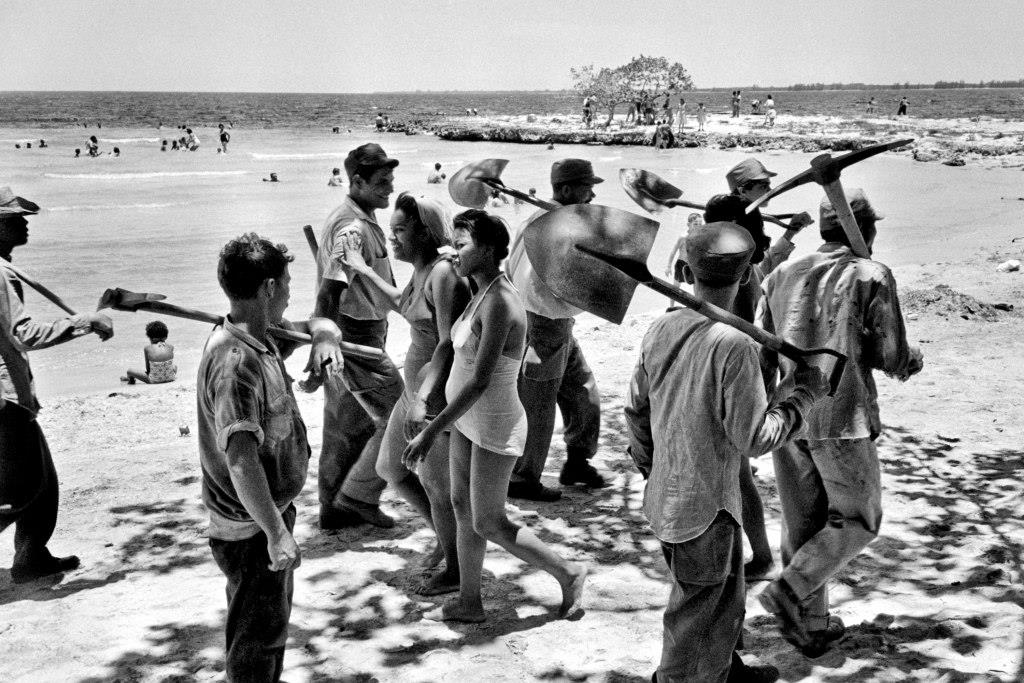
Miloň Novotný, Kopání zákopů na Playa Larga, Kuba, 1962
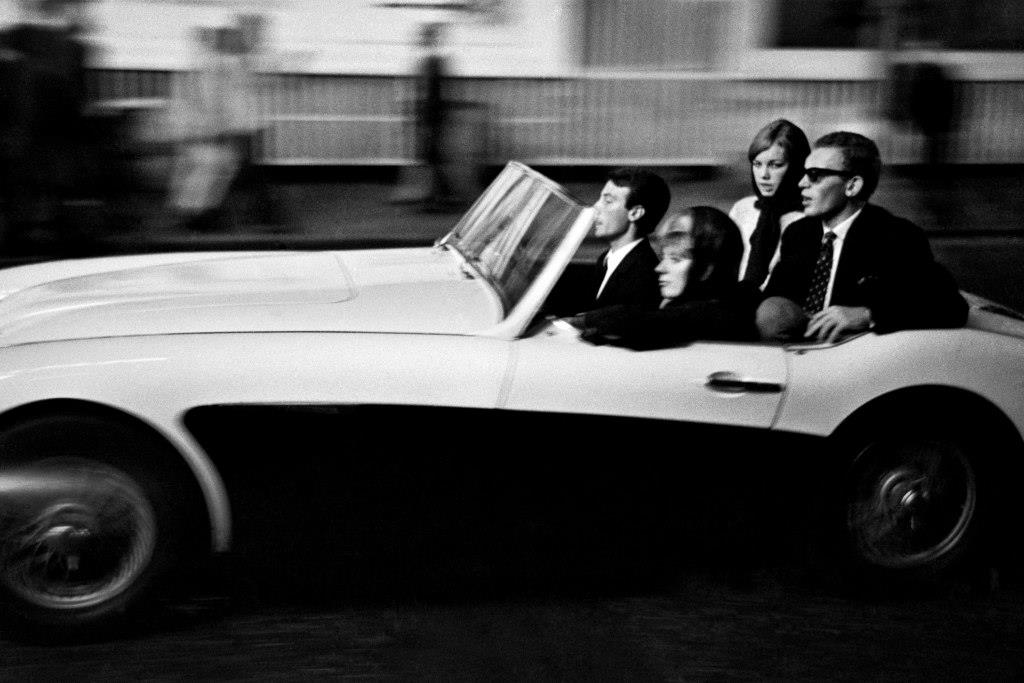
Miloň Novotný, Noční jízda, Londýn 1966
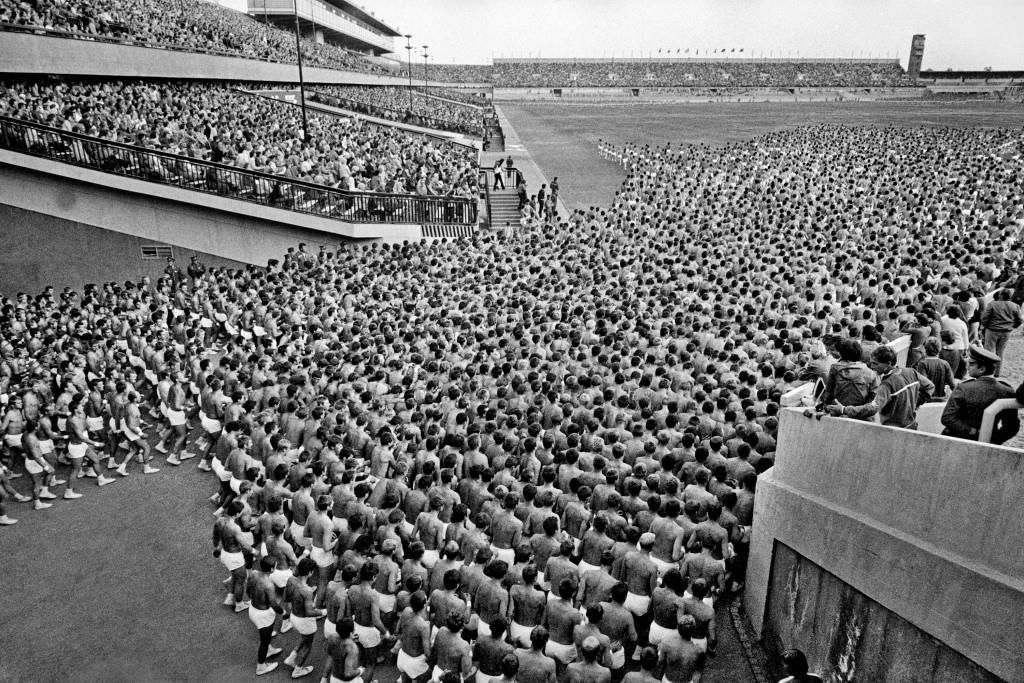
Miloň Novotný, Spartakiáda, Praha 1980
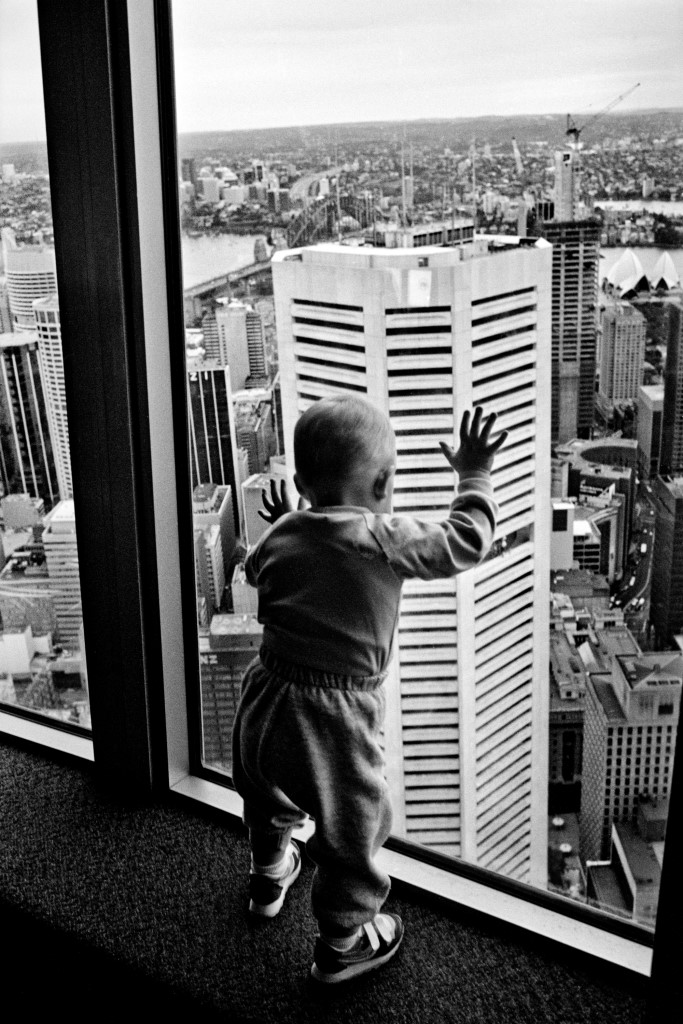
Miloň Novotný, Sydney 1992

#### Monografie
- Kyndrová Dana, Miloň Novotný: Fotografie, 144 s., Nakladatelství KANT (Karel Kerlický), Praha 2001, ISBN 80-86217-34-5
- Moucha Josef, Miloň Novotný: Londýn, 32 s., Antikvariát a klub Fiducia, Moravská Ostrava
- Kyndrová Dana, Londýn 60. let / Miloň Novotný, 120 s., 1. vydání Mladá fronta Praha 1968, 2. upravené vydání Nakladatelství KANT Praha 2014, ISBN 978-80-7437-122-6

#### Články
- Jeníček, Jiří. K výstavě Miloně Novotného. Katalog galerie Svazu čs. výtvarných umělců, Olomouc, 1956
- Havel, Václav. Fotografie Miloně Novotného. Divadelní noviny, 1–2 / 1961
- Boček, Jaroslav. Hovoří Miloň Novotný. Čs. fotografie, 3 / 1963
- Dvořák, Karel. Dialog (Rozhovor s J. Sudkem). Čs. fotografie, 2 / 1966
- Dvořák, Karel. Reportáž na objednávku (Jan Palach). Čs. fotografie 5 / 1969
- Fárová, Anna. Miloň Novotný (Ze sbírek fotografie UPM). Čs. fotografie 11 / 1974
- Kirschner, Zdeněk. Miloň Novotný. Revue fotografie, 2/ 1989
- Chuchma, Josef. Zprávy a odkazy pozorného chodce. MF DNES, 25.3. 2000.
- Chuchma, Josef. Tuhle knihu si Miloň Novotný zasloužil. MF DNES, 24.4. 2001.
- Boček, Jaroslav. Miloň Novotný, fotografický básník všedního dne. Právo 22. 8. 2001
- Miloň Novotný. FotoVideo, 7–8 / 2002.
- Kyndrová, Dana; Kirschner, Zdeněk. Jak působí Novotného Londýn dnes. Fotografie magazín, 10 / 2002
- Kyndrová, Dana. Miloň Novotný. Klasik české dokumentární fotografie. PhotoArt, 8 / 2007.
- Třešňák, Petr. Zbožné přání Miloně Novotného. Digitální foto, 5 / 2010.
- Peňás, Jiří. Kam se poděli všichni ti lidé?. Lidové noviny, 17. 4. 2010
- Moucha, Josef. Londýn coby ever-green. Xantypa 5 / 2010

#### Encyklopedie
- Horová Naděžda (ed.) Nová encyklopedie českého výtvarného umění, Academia, Praha, 1995, ISBN 80-200-0522-6
- Balajka Petr a kol., Encyklopedie českých a slovenských fotografů, ASCO, Praha, 1993, ISBN 80-7046-018-0
- Mrázková, Daniela; Remeš, Vladimír. Cesty československé fotografie. Mladá fronta Praha, 1989. ISBN 80-204-0015-X.